# José Guerrero
José Guerrero (Granada, 1914 - Barcelona, 24 de desembre de 1991) fou un pintor andalús nacionalitzat estatunidenc, emmarcat dins de l'expressionisme abstracte. És considerat un dels pintors espanyols més importants de la segona meitat del segle xx.

## Biografia
José Guerrero va estudiar a l'Escola d'Arts i Oficis de Granada. A la dècada del 1940 es va instal·lar a Madrid, on va ingressar a l'Acadèmia de San Fernando. A nivell professional, va començar a fer cartells per al cinema. Més endavant va anar a viure a París, on entraria en contacte amb les avantguardes europees. Roma i Londres, però seria a Nova York on es va instal·lar el 1949, on es va casar amb Roxanne Pollock, una periodista estatunidenca.
A Manhattan va entrar en contacte amb artistes com Jackson Pollock i Willem de Kooning, tots dos relacionats amb l'action painting. Va realitzar exposicions amb tots dos.

## Obra
Els seus primers treballs es poden considerar figuratius, però conforme va madurant, mostren més ressonàncies de l'expressionisme abstracte, inspirat però en temes populars andalusos. Hi ha obres seves al Museu Guggenheim de Nova York, al Museu Nacional Centre d'Art Reina Sofia i al Museu d'Art Abstracte Espanyol de Conca). A Granada hi ha un Centre d'Art que porta el seu nom, el Centro José Guerrero, inaugurat l'any 2000, amb la donació realitzada per la vídua de l'artista a la Província de Granada.